# 廖少华
廖少华（1960年11月—），四川遂宁人。中国共产党党员。西南交通大学铁道工程系铁道工程建筑专业毕业，中共中央党校经济管理专业在职研究生学历。历任中铁五局副局长兼南昆铁路指挥长，共青团贵州省委书记、省青联主席，贵州省计划委员会副主任，中共贵州省六盘水市委副书记、常务副市长、市长等职。2005年7月调任中共黔东南苗族侗族自治州州委书记，2012年7月改任遵义市委书记。
2013年10月28日，贵州省委常委、遵义市委书记廖少华涉嫌严重违纪违法，正接受组织调查。2014年5月8日被开除党籍和公职，最高人民检察院经审查认为廖少华涉嫌受贿和滥用职权犯罪，依法对其立案侦查并采取强制措施，案件侦查工作正进行中。
2015年1月22日，陕西省西安市中级人民法院一审公开开庭审理了廖少华受贿、滥用职权案，受賄金額折合人民幣1324万餘元，并于4月9日宣判获刑16年，并处没收财产人民币130万元，他当庭表示认罪悔罪。